# Johann Schneider
Johann Schneider (11. ledna 1844 Budišov nad Budišovkou – 30. září 1926 Budišov nad Budišovkou) byl rakouský politik německé národnosti z Moravy; poslanec Moravského zemského sněmu a starosta Budišova nad Budišovkou.

## Biografie
Narodil se v Budišově nad Budišovkou 11. ledna 1844. Koncem 19. století byl starostou Budišova nad Budišovkou. Členem obecního výboru byl od roku 1874. Starostou byl od roku 1882 do roku 1894 a znovu od roku 1895. Starostou pak byl nepřetržitě po mnoho let a ještě v roce 1913 byl ve funkci potvrzen. Starostou Budišova byl až do roku 1919. Koncem 19. století inicioval založení obecní kroniky. V roce 1912 získal Zlatý záslužný kříž s korunou. V červenci 1918 mu město Budišov nad Budišovkou udělilo čestné občanství.
Koncem 19. století se zapojil i do vysoké politiky. V zemských volbách roku 1896 byl zvolen na Moravský zemský sněm, za kurii městskou, obvod Dvorce, Libavá, Moravský Beroun, Budišov n. Budišovkou. Na mandát rezignoval v září 1899. V zemských volbách roku 1902 se na sněm vrátil. V roce 1896 kandidoval za Německou pokrokovou stranu, navazující na ústavověrný politický proud s liberální a centralistickou orientací. V roce 1902 se na sněm dostal coby nezávislý kandidát. V kandidoval neúspěšně, nyní za národoveckou Německou lidovou stranu.
Zemřel v září 1926.